# Mozart a Salieri
Mozart a Salieri je komorní opera (hudební hra) o dvou obrazech Rimského-Korsakova. Libreto si napsal sám skladatel a to podle předlohy stejnojmenného dramatu Alexandra Puškina (1831). Opera měla svoji premiéru v Petrohradu 25. listopadu 1831.

## Charakteristika díla
Opera patří k vrcholnému, zralému období oper tohoto ruského skladatele a to i přesto, že je v porovnání s jinými světově proslulými díly Korsakova (např. Sadko, Zlatý kohoutek) výrazově jiné. Sám Rimskij-Korsakov v Letopisech mého života (paměti) přiznává, že se chtěl přiblížit hudebnímu stylu Dargomyžského opery Kamenný host. U doprovodu volil záměrně komorní obsazení orchestru, aby lépe vyzněla linie pěveckých oblouků, jejich deklamace s maximálním důrazem na slovo. "Ta skladba byla skutečně čistě pro zpěvné hlasy, melodika byla dána linií textové předlohy a byla skládaná jako první, především ostatním. Doprovod, dosti složitý, vznikl až dodatečně a jeho původní skica se velmi lišila od konečné úpravy orchestrálního doprovodu," napsal skladatel v pamětech. Hudebně se Korsakov jinak inspiroval Mozartovým dílem, což se projevuje hlavně v harmonii a frázování.

## Inscenační historie v Česku
V porovnání s většinou Korsakovových oper patří tato mezi ty častěji uváděné. V roce 1998 ji například uvedla ostravská opera. Další její inscenace proběhla v roce 2016 plzeňském Divadle Josefa Kajetána Tyla jako součást inscenace Mozart a smrt.